# Pseudocreobotra ocellata
Pseudocreobotra ocellata är en bönsyrseart som beskrevs av Ambroise Marie François Joseph Palisot de Beauvois 1805. Pseudocreobotra ocellata ingår i släktet Pseudocreobotra och familjen Hymenopodidae. Inga underarter finns listade i Catalogue of Life.

## Bildgalleri

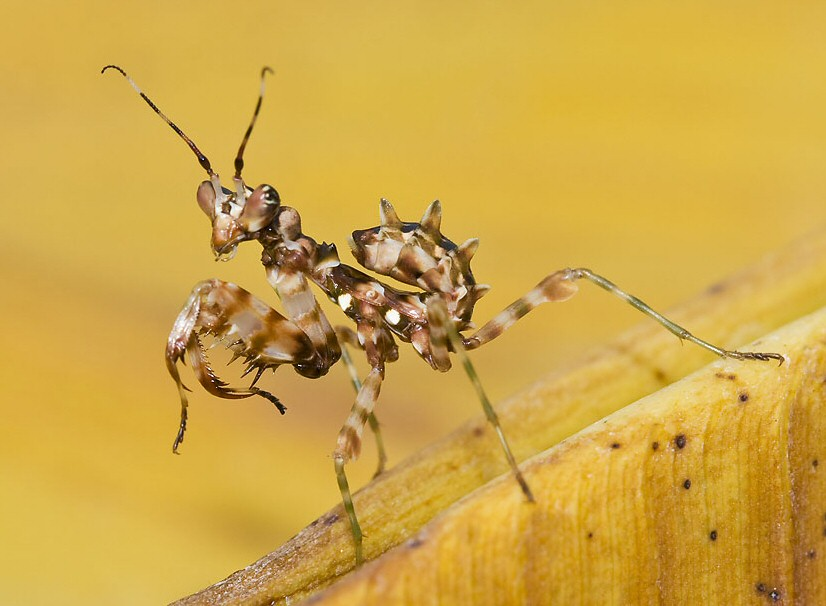